# Jeff Pezzati
Jeff Pezzati (Chicago, 6 de febrero de 1960) es el cantante de la popular banda de punk rock de Chicago, Naked Raygun. Además, también fue el bajista de la banda punk Big Black, liderada por Steve Albini. Pezzati era miembro de una banda urbana que hacía covers, Condor, cuando se le preguntó si se quería unir a Naked Raygun, que por entonces se llamaba Negro Commando. Pezzati se convirtió en el miembro principal de Naked Raygun, con varios cambios de formación a lo largo de la vida de la banda. Actualmente, Pezzati es miembro de Naked Raygun y de la banda The Bomb.
Pezzati tiene parientes en el norte de Italia, en Lombardía, cerca de Milán.